# Глибівка (Кам'янець-Подільський район)

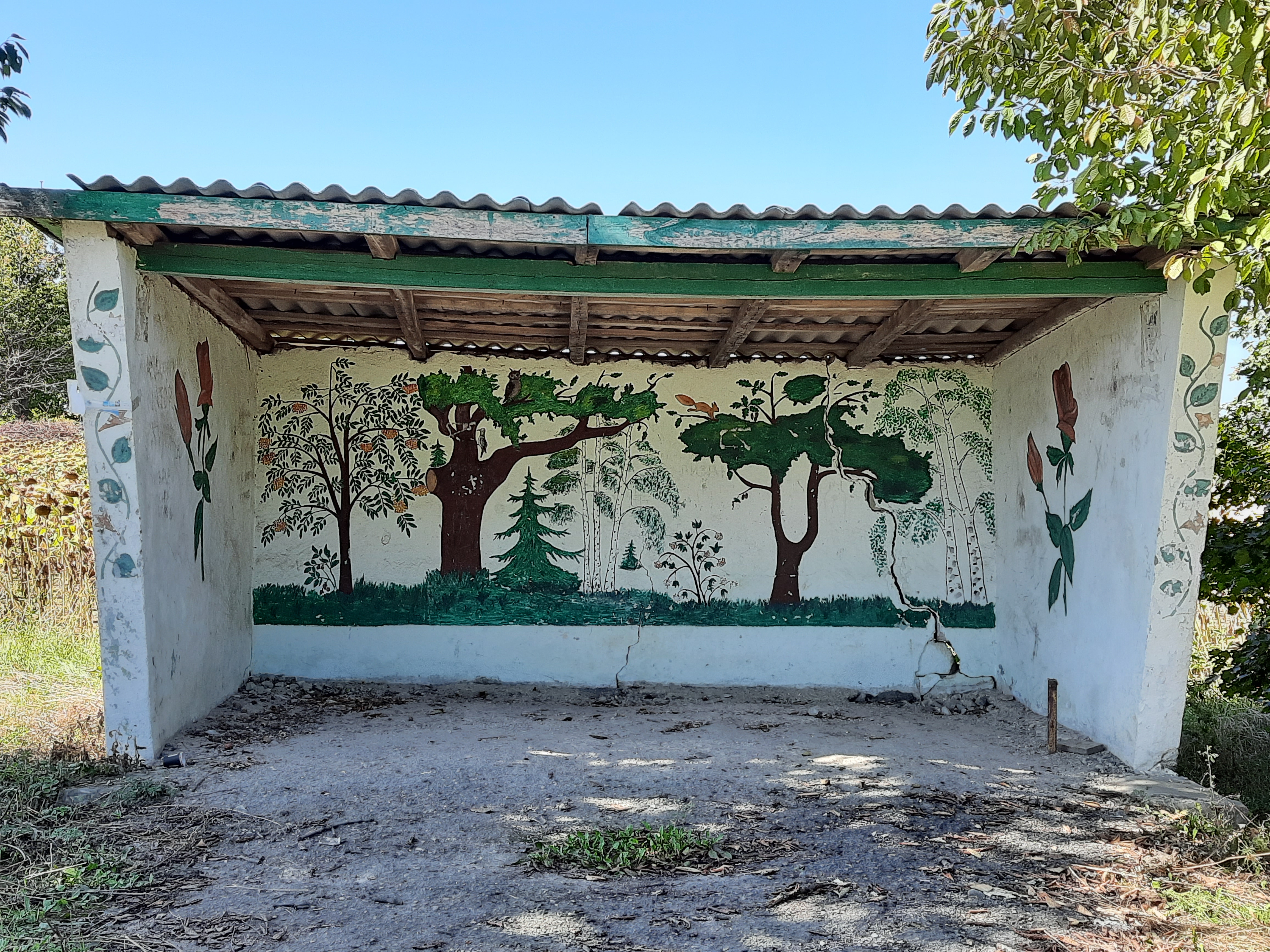
Автобусна зупинка

Глибівка — село в Україні, у Новоушицькій селищній територіальній громаді Кам'янець-Подільського району Хмельницької області. До адміністративної реформи 19 липня 2020 року село належало до Новоушицького району. Населення становить 278 осіб.

## Символіка

### Герб
Щит у золотій оправі, у центрі зображено два пагорби, що символізує горбисту місцевість. У лівій і правій частині зображенні дві фосфорні шахти, які діяли на території села. У центрі щита гілка калини з листям – символ України. Синя хвиляста база у нижній частині щита символізує річку Дністер, що протікає біля села.

### Прапор
Прямокутне полотнище складається з трьох частин. Верхня ліва половина прапора зеленого кольору, верхня права половина – блакитного кольору, нижня – жовтого  кольору. У лівій верхні частині зображено калину, як символ України.  Блакитний колір - символізує річку Дністер, що протікає біля села, зелений – горбисту місцевість, жовтий – родючість та достаток.